# 小行星4714
小行星4714（英語：4714 Toyohiro）是一颗围绕太阳公转的小行星。1989年9月29日，藤井哲也、渡邊和郎在北见发现了此天体。
这颗小行星的绝对星等为36.72944582806102等。